# Покојник (ТВ филм)
„Покојник” је југословенски ТВ филм из 1961. године. Режирао га је Антон Марти а сценарио је написан по делу Бранислава Нушића.

## Улоге
| Глумац           | Улога |
| ---------------- | ----- |
| Реља Башић       |       |
| Дубравка Гал     |       |
| Јожа Грегорин    |       |
| Сима Јанићијевић |       |
| Божена Краљева   |       |
| Јосип Петричић   |       |
| Бора Тодоровић   |       |